# J.L. Ussing
Johan Louis Ussing, född den 10 april 1820, död den 28 oktober 1905, var en dansk klassisk filolog, bror till Werner Jasper Andreas Ussing, far till Henry, Carl Johannes och Niels Viggo Ussing.
Ussing blev filologie kandidat 1842 och tog magistergraden 1844. Han reste därefter under två år i Italien, Grekland och Turkiet, företrädesvis studerande konstarkeologi. 1847 blev han lektor samt var 1849-1895 professor vid universitetet i grekisk och romersk filologi och 1877-1896 provst (föreståndare) för Regensen. 
Hans viktigaste filologiska arbete är en kritisk och exegetisk upplaga av Plautus' komedier (5 band, 1875-1887), som han vunnit stort erkännande för. Därtill slöt sig en avhandling om den yngre attiska komedin och dess latinska bearbetare, Plautus och Terentius (1875). Vidare var Ussing Madvig behjälplig vid utgivningen av Titus Livius (1861-1866). 
Ussing författade också en grekisk-romersk metrik (1893) samt flera böcker om grekernas och romarnas privatliv. Av större vikt är dock hans konstarkeologiska arbeten. Redan 1849 lämnade han viktiga bidrag till förklaringen av Parthenons byggnadsförhållanden; senare följde bland annat monografier om den grekiska pelarbyggnadens utveckling (1894) samt om Vitruvius' De architectura (1896), som även föreligger i en engelsk upplaga (1898), och om utgrävningarna i Pergamon (1897; översättning till tyska). Slutligen skrev Ussing en biografi över konsthistorikern N. L. Høyen och utgav hans skrifter (3 band, 1871-1876). På sin 80-årsdag (1900) hedrades han med en festskrift av danska arkeologer och filologer.

## Utmärkelser
- Dannebrogsmännens hederstecken,  1877[2]
- Kommendör av första graden av Dannebrogorden,  1890[2]

[Redigera Wikidata]